# Edward S. O'Reilly
Edward Sinnot "Tex" O'Reilly (Denison, Texas, 15 de agosto de ¿1880? - Sunmount, New York, 8 de diciembre de 1946) fue un soldado de fortuna, periodista, escritor, actor y guionista cinematográfico estadounidense que participó en la Revolución mexicana. 
Sirvió en Cuba durante la Guerra Hispano-Estadounidense, en Filipinas durante la Guerra Filipino-Estadounidense, en China en la Rebelión de los Bóxers, en Venezuela, Honduras y Nicaragua. En 1911 se unió a los insurrectos mexicanos en la legión extranjera de Francisco I. Madero durante la Revolución mexicana, alcanzando el rango de Mayor, para después luchar al lado de Francisco Villa. 
Después de sus aventuras como soldado, se dedicó al periodismo como reportero de la Associated Press, y como redactor jefe del periódico Light, de San Antonio (Texas). En 1918 publicó un libro con sus memorias de soldado: Roving and Fighting: Adventures Under Four Flags. Se le atribuye la invención del personaje Pecos Bill pues las primeras menciones del personaje aparecen en historias escritas por O'Reilly para la revista neoyorquina The Century Magazine.
En la década de 1920 actuó en varias películas del género western: Honeymoon Ranch (1920), dirigida por Robin H. Townley, donde interpretaba el personaje de 'Wild Bill' Devlin; On the High Card (1921), del mismo director, donde interpetaba el personaje Hank Saunders; West of the Rio Grande (1921), también de Townley, donde interpretaba a  'Pecos Bill' Sinto; y Trails End (1925), como Tondo Bill. También fue el autor del guion de las tres primeras.
En 1936 el famoso escritor de aventuras Lowell Thomas escribió la vida de O'Reilly's en Born to Raise Hell. O'Reilly falleció el 8 de diciembre de 1946 en el Hospital de Veteranos de Guerra de Tupper Lake, Sunmount, estado de New York.